# كيرك سيمون
كيرك سيمون (بالإنجليزية: Kirk Simon)‏ هو منتج أفلام وكاتب سيناريو وكاتب ومخرج أمريكي، ولد في 25 يوليو 1954 في فيلادلفيا في الولايات المتحدة، وتوفي في 14 أبريل 2018 في نيويورك في الولايات المتحدة بسبب توقف القلب.

## وصلات خارجية
- كيرك سيمون على موقع IMDb (الإنجليزية)
- كيرك سيمون على موقع أول موفي (الإنجليزية)
- كيرك سيمون على موقع قاعدة بيانات الفيلم (الإنجليزية)
- كيرك سيمون على موقع كينوبويسك (الروسية)